# ハーモニーゴールド USA
ハーモニー・ゴールド　ユー・エス・エー（英語 / Harmony Gold USA）は、1983年に設立されたテレビ番組制作と配給会社である。

## 概要
アニメシリーズ ロボテック（Robotech）という、日本の3つの異なるSF アニメーションのテレビシリーズ作品を翻案し、テレビシリーズと漫画、更にはオリジナル・ビデオ・アニメーション（OVA）のDVDやブルーレイ・ディスクの販売と関連する模型や トイナミ（Toynami）社をはじめとする、北米大陸起源の玩具企業に利益をもたらした著名な作品群の「創造者」と主要配給者として、アメリカ合衆国、カナダ連邦を始めとする英語圏内の国々、南米諸国を始めとするスペイン語圏内で最も周知されている。
また、1980年代後半にドラゴンボールシリーズの一部を試験的に米国声優の英語吹き替えで販売したことでも知られる。
経済制裁にもかかわらず、ハーモニーゴールド USAは、南アフリカ共和国で1986年に論議を呼んだズールー王国（Wene wa Zulu）の シャカ・ズールー（Shaka Zulu）の生涯を描いた実写テレビシリーズに一部の資金を供給した。
ロボテック II：センチネルズ（Robotech II: The Sentinels）のキャンセルの後に、多くのスタッフが、サバン・エンターテイメント（Saban Entertainment Inc.）で働く為に求人募集に応募するという暗黒時代を過ごした。
その後、会社の公的な製作活動は、1990年代の多くの期間で休止状態に陥り、その最も重要なフラグシップ・シリーズである『ロボテック』（Robotech）・フランチャイズは、2006年まで映像に関する新作が全く制作されないという不履行の状態に陥った。
近年、ハーモニーゴールド USA社は、ADVフィルム（英語版：ADV Films、2009年9月に『セクション23フィルム』に部門ごと売却され消滅）や、ADVフィルム社が、そのライセンスの多くを譲渡した後継企業であるファニメーション・エンタテインメント（Funimation Entertainment）を提携先とする、ロボテック：シャドウ・クロニクル（影の年代記）を始めとするDVD媒体によるオリジナル・ビデオ・アニメーション（OVA）や、日本を除く海外の各地での映画としての同作品の上映で一定の成功を収め、経営的には息を吹き返したとショウ・ビジネス業界では判断されている。
この企業は、近年ロサンゼルスの「ウエスト・サンセット・ブールバール（大通り）」の富裕個人層向けの豪華な映像と音響設備を備えた本社の映写室（プライベート・シアター）と同様に、カリフォルニア州の南カリフォルニア地域での富裕個人層を対象にした別荘などの大口個人対象（Business-to-consumer / B2C）の不動産販売業にも関心を示している。
なお、南アフリカ共和国・ヨハネスバーグに本社のある同国第三位の金鉱企業『ハーモニー・ゴールド・マイニング社』（Harmony Gold Mining）とは直接の関係は無く（但し、-USA側会長と -Mining側役員は遠縁関係）、同マイニング社側の公式ウェブページでもその旨が注記されている。

## 製作及び翻案＆輸入作品

### 映画
- Abe & Bruno（2005）
- American Strays（1996）
- Ball & Chain（2003）
- Crazy Jones（2001）
- Dawn of the Mummy（1981）
- Death to the Supermodels（2004）
- Dirt（2001）
- Faster（2003）
- Going Down（2003）
- The Lost World（1992）
- Return to the Lost World（1993）
- クィーン・コング（Queen Kong）（1976）
- Siblings（2004）
- Welcome to the Neighborhood（2002）

### ドラマ（ミニシリーズ）
- Around the World in 80 Days（1989）
- Heidi（1993）
- King of the Olympics（1988）
- The Man Who Lived at the Ritz（1988）
- Shaka Zulu（1986）
- Sherlock Holmes & The Leading Lady（1990）
- Sherlock Holmes: Incident at Victoria Falls（1991）

### アニメーション

#### フラグシップ・シリーズ
1. Robotech (TV series)（1984）（An amalgamation of three different anime series from Tatsunoko Production）
2. ロボテック（テレビシリーズ）（竜の子プロダクションより提供を受けた3つの異なる日本のテレビアニメシリーズの融合翻案作品）

- Super Dimension Fortress Macross（超時空要塞マクロス（初代テレビシリーズ））（1982）
- The Super Dimension Cavalry Southern Cross（超時空騎団サザンクロス）（1984）
- Genesis Climber MOSPEADA（機甲創世記モスピーダ）（1983）
- Codename: Robotech（コードネーム：ロボテック）（1984）（1985年の最初のロボテック・シリーズの拡張されたパイロット版）
- Robotech: The Movie（ロボテック: ザ・ムービー、別名：『ロボテック: 語られざる物語』）（1986）
- Robotech: II: The Sentinels（ロボテック II：センチネルズ）（1987）
- Robotech 3000（ロボテック 3000）（2000）
- Robotech: Remastered（2003–2004）（1985年の最初のロボテック・シリーズのリマスターと拡張版）
- Robotech: The Shadow Chronicles（ロボテック: シャドウ（シャダウ）・クロニクル/影の年代記）（2006）

#### その他の作品
- The Brave Frog（けろっこデメタン）（1985）
- Captain Future（キャプテン・フューチャー（NHKテレビアニメシリーズ））（1987）
- Queen Millennia（新竹取物語 1000年女王）（1981–1982）
- Casshan: Robot Hunter（キャシャーン：ザ・ロボット・ハンター）(1994)
- Dracula: Sovereign of the Damned（闇の帝王 吸血鬼ドラキュラ）（1983）
- Dragon Ball（1989?）
（最初の5話と以下の映画版のみ Dragon Ball: Curse of the Blood Rubies（ドラゴンボール 神龍の伝説）とDragon Ball: Mystical Adventure（ドラゴンボール 摩訶不思議大冒険））
- Dr. Slump（Dr.スランプ アラレちゃん / 1984年に第1話のみを試験販売）
- Flower Angel（花の子ルンルン）（1986）
- Frankenstein（恐怖伝説 怪奇!フランケンシュタイン）（1983）
- Gatchaman (OVA) （GATCHAMAN（OVA））（1994）
- Goldwing（黄金の翼）（『黄金ナルゲ（Hwanggeum nalgae）1.2.3』テコンVとスペースガンダムVの監督金 青基による韓国製SFアニメ）（1980）
- Lensman: Power of the Lens（SF 新世紀 レンズマン（レンズの力））（1987）
- Lensman: Secret of the Lens（SF 新世紀 レンズマン（レンズの秘密））（1988）
- Little Women's Christmas Story（世界名作劇場・愛の若草物語）（1986）
- Lococomotion (aka. Tangoo & Ullashong by KBS/SeoulMovie Co., Ltd)（2001）
- マジカル・プリンセス　ジジ（Magical Princess Gigi）（俗称： ジジと若さの泉）
（魔法のプリンセスミンキーモモ / 識別通称：『空モモ』）（1986）
- "Once Upon a Time" (AKA. "Windaria")（『昔々・・・』 / 通称名：ウインダリア）（1986）
- Seven Seas: The Legend of Blue（シンドバッド：七つの海と青の伝説）（2003）
- Thumbelina（世界名作童話 おやゆび姫（1978））（1978年のToei Animationによる長編映画（Feature film）であり、1992年のエノキフイルム（Enoki Films）製作によるテレビアニメ・シリーズ『おやゆび姫物語』ではない。）
- The World of the Talisman (aka. Planetbusters, Birth)（世界の守り神、通称：惑星破壊者「バース」）（1987）
- The Call of the Wild（ジャック・ロンドンの原作1982年に日本のToei Animationで製作された TVアニメ アニメ野生のさけび（1982）の吹替版。）
- Timefighters In the Land of Fantasy（お伽の国の時空戦士達） / （タイムボカン）（1987）
- 海の伝説 張保皐 （The Legend of Blue）（2002）（韓国 ソウルムービー（SEOUL MOVIE）制作の高麗時代の実在の人物「張保皐」を基にした全26話 の海洋アクションテレビアニメシリーズ。）

### ドキュメンタリー・シリーズ&スペシャル（実写）
- Animals of Africa（1987）
- Faster（ファスター (映画)）（2003）
- The Secret Identity of Jack the Ripper（1988）
- Tibet: Cry of the Snow Lion（2004）
- Walking After Midnight（1999）

### シリーズ
- Cobra（1993–1994）
- The Adventures of Rin Tin Tin（英語版）
（邦題：名犬リンチンチン / 1954年、1999年のリマスター版）

## 法的問題
ハーモニーゴールド USA社は、来るべきメックウォリアー（MechWarrior）ビデオゲームの画像が『彼らが権利を所有するメカデザインからの法律和解』（1996年）によって、自社が権利を持つと主張した。
FASA社関連子会社でゲーム開発者でもあるFASA スタジオ（正式社名『FASA インタラクティブ・テクノロジー株式会社』 / FASA Interactive Technologies Inc）側は、同ゲーム中で描写されるメカニックが、マクロスのオリジナルとかなり異なるが為に、1996年の同社とFASA社との合意を犯さないと主張した。
しかしながら、ハーモニーゴールド USA社の主張を認めた連邦法廷の権限によって、画像を掲示しているウェブサイトと、同サイトにアップロードされていたトレーラーに対する掲示停止命令が現在出されている。
また、初代テレビシリーズ超時空要塞マクロスに関するハーモニ・ゴールド USA社の許可は竜の子プロダクションに由来したが、日本国の法廷は、初代テレビシリーズの超時空要塞マクロスのデザインに関する知的所有権を管理するのはスタジオぬえ（Studio Nue）（同シリーズの著作権者）であると決定した。
この決定に加えて、タツノコ側が付与した『日本（のみ）を除く他の全ての国々に対する国際的な配布』に限る免許（ライセンス（Licence）制限により、ハーモニーゴールド USA社は、初代テレビシリーズの超時空要塞マクロスのデザインの知的所有権を管理することが出来ない。

## タツノコに対するハーモニーゴールド USA社のライセンス返還
竜の子プロダクションは1998年8月6日に最初の更新、2002年1月20日に再度〔第二回目〕の契約延長更新され、2021年3月14日に満了予定であった1984年9月11日の原初のライセンス契約に関して、満了日から再延長許諾に関する猶予期間である7日後の同年3月21日をもってハーモニーゴールド USA社に対して日本国以外の 全世界頒布に関するハーモニーゴールド USA社への独占的な改変・翻案可能な利用許諾契約で与えられていたロボテックシリーズの原作となる、3つのテレビアニメシリーズの各々の権利を取り戻すことになる。
これには、従前ハーモニーゴールド USA社の最高責任者であり、創業者でもあった「フランク・アグラマ」（Frank Agrama）が、2015年の初頭を契機に会長となり経営実務から引退した後、2017年に入るころから認知症を患ったことを原因として発言力を失い、経営学修士（MBA）を取得した彼の長女である「ジェハン・F.・アグラマ 」（Jehan F. Agrama）が、代表取締役（President）兼 最高経営責任者（Chief executive officer/CEO）に就任により、ロサンゼルスの「ウエスト・サンセット大通り」の富裕個人層向けの豪華な映像と音響設備を備えた本社の映写室（プライベート・シアター）の利用料金収入の好調と同様に、カリフォルニア州の南カリフォルニア地域での富裕個人層を対象にした別荘などの大口個人対象（Business-to-consumer/B2C）の不動産販売業にも関心を示し、新代表者であるジェハン自身が博打的要素が強く収入が不安定なコンテンツ事業への関心が薄れ、同社の体制に変化が生じたことも大きい。
竜の子プロダクションのハーモニーゴールド USA社に対するシリーズの原作であるテレビシリーズ3作品のライセンス回収訴訟の提起は2017年3月1日。
なお、竜の子プロダクションは1984年9月11日の原初のライセンス契約締結当時、「ハーモニーゴールド株式会社〔香港〕」（Harmony Gold Limited）においてタツノコ側の取締役が出頭の上で締結されたの当初の契約には、日本側の原作の著作権管理者に対する媒体販売の権利に関する契約項目が想定されていないにも関わらず、ロボテックシリーズの家庭用ビデオソフトウェア（VHS、作品の有償ウェブ配信、Blu-ray、DVDなどの媒体販売収入）、およびトイナミ（Toynami）が販売する『シャドウ・クロニクル』〔影の年代記〕に登場するVFA-6 レギオス ほか変形玩具の販売に関する権利金（ロイヤルティー）が1985年の契約締結以来支払われておらず、契約違反だとして、ハーモニーゴールド USA社に対して2016年11月、過去から遡った前記権利金の累積総額として、1,500万米ドル (日本円換算で 1,663,035,000円 、約16億6,300万円) を求めたが、これはさすがに管轄裁判所であったカリフォルニア州裁判所 (アメリカ合衆国)より却下されている。
しかし、和解調停による仲裁（Arbitration）合意の結果、カリフォルニア州中央地方裁判所のパーシー・アンダーソン（英語版: Percy Anderson）裁判官の2017年8月23日の裁定（ruling）により、竜の子プロダクション側は2021年3月21日をもって、ハーモニーゴールド USA社に対して許可していたロボテックシリーズの原作である基本三部作のライセンスを回収し、ハーモニーゴールド USA社側は返還テレビシリーズの登場人物設定〔キャラクターデザイン〕、機械・建物・美術線画設定〔プロダクションデザイン〕などの資料の確認精査および監査と竜の子プロダクションに対する前記2017年3月1日にタツノコ側が提訴したライセンス回収訴訟に対する反訴に関してハーモニーゴールド USA社が費やした全ての訴訟費用、その他の名目で竜の子プロダクション側より全額を金銭債権の形とする848,708 米国ドル（約9,259万円）を獲得することとなった。
この発端となったのは、2016年11月23日にハーモニーゴールド USA社側が自社の持つロボテックシリーズに関する権利の確認を行った（『ロボテック：マクロスサーガ』実写映画の進行に絡み）行為である。2016年12月29日、つまり2016年末ぎりぎりになって竜の子プロダクション側がこのハーモニーゴールド USA社の見解に1985年の契約以来、初めての異議を申し立てた。
前記のとおり、竜の子プロダクション側がハーモニーゴールド USA社に対してライセンス回収を求めて、アメリカ合衆国連邦裁判所〔カリフォルニア支所〕に対して2017年3月1日に訴訟提起をしたが、翌年になり連邦裁判所の和解勧告により仲裁人（Arbitrator）が選任され、双方の主張と資料が提出され、2017年6月28日に合意に至る。この合意に拘束されるため、ハーモニーゴールド USA社は、再び竜の子プロダクション社より許諾を獲得しない限り、2021年3月21日をもってロボテックシリーズのライセンスを喪失し、よって2017年現在ソニー・ピクチャーズおよびコロンビア映画が制作中の実写特撮映画『ロボテック：マクロス・サーガ』についても、たとえなし崩し的に〔日本国を除く〕全世界公開を実行するにしても、2021年3月21日までに少なくともライセンスのマスター保有国であるアメリカ合衆国およびカナダ連邦のいわゆる北米大陸での映画完成と公開を間に合わせなければ、せっかく多額の予算を掛けて製作した作品の商業収入〔興行収入のみならず、作品の有償ウェブ配信、Blu-ray、DVDなどの媒体販売収入を含むので〕の途を永遠に失うことになる。
また、シリーズ続編として予定していた第二作『ロボテック：マスターズ』〔「プロトカルチャー (マクロスシリーズ)」を意味する。原作は「超時空騎団サザンクロス」〕、第三作『ロボテック：ニュー・ジェネレーション』〔「新世代」を意味する。原作は「機甲創世記モスピーダ」〕、米国独自の物語構成と脚本であるロボテックシリーズ第四作『ロボテック：シャドウ・クロニクル』〔邦訳例『ロボテック：影の年代記』〕もまた、原作である基本3作と米国独自の派生作品の創作元である３作品の原作ライセンスを包括的に喪失するため、再び竜の子プロダクションよりライセンスの再度の許諾を獲得しない限り、期限切れにより実質的に実写特撮映画の制作は不可能となる。
なお、竜の子プロダクション側がロボテックシリーズのライセンス回収に際して日本円換算で1億円に届く多額の回収費用を支払ってまで実行した真の動機と理由、回収費用の調達先は明らかにされていない。

## ライセンス返還の撤回と知的財産権の協同管理への拡張
2019年7月5日（米国東部時間）Den of Geek（「オタクの巣」を意味する）の記者「シャムス・ケリー」（Shamus Kelley）は独占記事として2021年3月14日に期限切れになることが米国での公知の認識となっていたロボテック・シリーズ（初代テレビシリーズ「超時空要塞マクロス」を含む）のライセンスが、少なくとも2021年以降に延長されたことを正式に確認したと報道した。
ハーモニーゴールド USA社のアニメーション担当責任者である「トミー・ユン」（Tommy Yune）は以下のように述べた。
「多くの元の日本の協定、それらは多かれ少なかれ非常に短かい単なるメモであり契約文書の体を成していなかった。」
また同社のニューメディア担当副社長「スティーブン・ユン」（Steven Yune）は、次のように述べた。
「彼らは当時どのような事業が行われるのか、そして地域の権利と共にライセンスがどれほど重要かを知らずに当時それらの契約を書いた。」
同社のマーケティング担当副社長の「ケヴィン・マッキーヴァ」（Kevin McKeever）は、次のように述べた。
「タツノコとのライセンス契約更新が合意された時期は開示しないが2017年から2019年7月5日現在までの間に発生し、延長期間を明らかにすることはできないが〔ただし、ケヴィンは別会場で非公式に2054年3月14日までの延長期限について言及している〕、2019年7月5日に行われたアニメ・エキスポ（Anime Expo、略称 "AX" ）における会場発表でマクロス、サザンクロス、モスピーダに対する同社の国際頒布権は "将来にわたって十分に有効" である。これは新契約ではなく2017年に公表された "1984年9月11日の原初のライセンスが香港のハーモニーゴールド支社で締結された現行の全ての協定" の延長であり、更新は実際にはより良い用語がないための表現で実態は『拡張』であり、更新の一環として契約を延長することにした。」
これは基本的にハーモニーゴールドとタツノコが以前と同じ合意を更新して延長したことを意味する。
特にロボテック実写映画を制作しているソニー・ピクチャーズ エンタテインメントに関係する全てのスタッフに対して有益であり、新しい拡張機能「ロボテックシリーズ知的財産権（Robotech IP）を使ってソニー・ピクチャーズがやりたいことをできるようにする」と説明している。
ライセンスが更新された今、ソニー側はロボテックのフランチャイズを最大限に活用可能となり、ハーモニーゴールド側とのパートナーシップは今後18カ月にわたって拡大する予定である。ケヴィン・マッキーヴァによると、ソニー側はロボテック・シリーズを「ハリー・ポッターシリーズ流儀のフランチャイズ」と考えているため、あらゆる分野でそれを最大限に活用することになり、現在は実写映画、ビデオゲームなどが机上にある。実写映画だけではなく更新が確保されたことで、ハーモニーゴールド側はロボテックシリーズのメディア・フランチャイズでより多くのことが実行可能となり、新製品ライセンスであろうと新しいアニメーションであろうと自由にサードパーティーの企業やプロダクション発注できるようになると発言した。
またトミー・ユンはハーモニーゴールド側がロボテックシリーズ日本語版のいかなるバージョンも隠そうとしていないことを保証した。
実際、過去においてハーモニーゴールド USAのみが発売された様々な商品にクレジットされていたのに対して、今後は将来の製品に関してより多くの信用がタツノコに与えられることになると説明した。
「我々は問題を解決しており、ハーモニーゴールドとタツノコは、今後は更新された協定の全てに関してパートナーになり、取り組んでいる将来の製品のために、知的財産権は両社によって共同で共有される予定である。」と述べた。
ハーモニーゴールド会長「フランク・アグラマ」（Frank Agrama）は、ロボテックシリーズに関して「世界級のビジネスパートナーとなるタツノコとの今後35年間の共同作業を楽しみにしている」と述べた。

## 影響

### プロトカルチャー・アディクツ（Protoculture Addicts）
カナダ連邦内では唯一、フランス語のみを公用語に定めているケベック州（仏: le Québec / 英: Quebec）では、州都のヴィル・ド・ケベック（仏: Ville de Qué bec）を抜くケベック州最大の都市で同州の経済の中心である モントリオールに於いて発売されているカナダ連邦唯一のアニメ雑誌で、かつ北アメリカ大陸で廃刊、休刊の憂き目に遭わずに刊行を続けている中では最古の『プロトカルチャー・アディクツ (Protoculture Addicts)』誌は、ハーモニー・ゴールド USA社最大のフラグシップ・シリーズであるロボテック・シリーズの商業同人誌（正確にはFanzine）として、創刊者にして 2010年現在も現役の編集長である、クロード・ジェイ・ペルティエ（Claude J. Pelletier）によって、1987年の秋に第 0 号が創刊され、雑誌名にプロトカルチャー (資源)の名を冠することになった。『プロトカルチャー・アディクツ (Protoculture Addicts / PA)』社は経営安定の観点から、TOKYOPOP社の例に倣（なら）い、現在は日本アニメだけではなく、広く日本の歌手パフィーを始めとするサブカルチャー文化や日本の漫画、欧米人が日本漫画のスタイル（流儀）と手法を用いて描いた『OELマンガ』、中国人、韓国人、ドイツ人が描いた漫画なども出版権を獲得、翻訳して供給しているが、創刊20周年記念特大号に於いてはその出自を忘れず、ロボテック: シャドウ・クロニクル / 影の年代記の特集記事を組む（出典源：PA#94 ：20th anniversary of the magazine " ROBOTECH History "）など、ハーモニーゴールド USA社とロボテック・シリーズとの密接な関係を維持している。

### アニメニューズ・ネットワーク（Anime News Network）
なおプロトカルチャー・アディクツ（Protoculture Addicts / PA）社は、2005年からはアニメ情報雑誌のオンライン版Anime News Network's Protoculture Addictsとして、北米最大規模のアニメ紹介サイトであるアニメニュースネットワーク：ANN（1998年にJustin Sevakisによって創設され、カナダの会社が運営している。）と正式に提携し、日本の商業アニメーションと、同様に日本アニメーション作品の流儀で製作された英語圏のアニメ（Anime）に関する最新かつ最大の英語データベースとフォーラムを提供している。

### トイナミ（Toynami）
北米大陸に於ける株式会社やまと（Yamato Co., Ltd.）の米国事業部であったトイコム（Toycom）のエグゼクティブ・ヴァイスプレジデント（副社長）であったジョージ・ソーン（George Sohn）が、北米大陸におけるマクロスシリーズの変形玩具の非正規流通問題における市場解放問題を契機として、同社を去って設立したトイナミ（Toynami）社は、『株式会社やまと（Yamato Co., Ltd.）』とトイコム（Toycom）のマクロスシリーズ北米市場でのロボテックのライセンスを理由とする広範囲な規制（roadblocked）によって、皮肉にも北米大陸で最初のロボテック（Robotech）の商標権 （ライセンス）を獲得した。
このため、トイナミ（Toynami）社は現在、主として専門小売店とコレクター向けにマクロスシリーズとロボテック・シリーズに関する双方の商品を北米大陸で販売しているが、一方で　北米大陸における株式会社やまと（Yamato Co., Ltd.）の海外支社であるYAMATO USAは、ロボテック・シリーズの玩具を発売不可能であるばかりが、同社の本社である日本企業の看板商品であるマクロスシリーズの、VF-1 バルキリーを始めとする変形玩具に関して、北米大陸に於ける販売と流通が事実上不可能になるという問題が生じている。